# 张沁荣
张沁荣（1956年7月—），河南沁阳人，汉族，中国共产党党员。中华人民共和国政治人物、第十三届全国人民代表大会福建省代表。

## 生平
2018年，张沁荣被选为福建省出席第十三届全国人民代表大会代表。